# Matthew Bourne
Sir Matthew Christopher Bourne, OBE (ur. 13 stycznia 1960) – angielski choreograf i były tancerz baletowy. Zrewolucjonizował balet wprowadzając do niego taniec współczesny. Otrzymał wiele nagród, w tym: Laurence’a Oliviera, Tony i Drama Desk Award, jak również kilka honorowych doktoratów na brytyjskich uniwersytetach. W 2016 został uhonorowany Odznaką Rycerza Kawalera.

## Życiorys
Matthew Bourne urodził się w Hackney w Londynie. Od dzieciństwa zafascynowany tańcem, już jako kilkuletnie dziecko zorganizował małe kółko taneczne odtwarzając wraz z rówieśnikami sceny z filmów Disneya. Jako nastolatek był zapalonym łowcą autografów na West Endzie. Obejrzenie przedstawienia Jeziora Łabędziego w Royal Opera House ukierunkowało jego dalszą drogę życiową.
W 1978 r. Matthew zakończył edukację szkolną (w Sir George Monoux College), pracując kolejno w BBC (jako archiwista), sprzedając bilety do teatru oraz w księgarni teatralnej. Zaczął tańczyć stosunkowo późno, bez żadnego doświadczenia tanecznego zdał egzamin wstępny i w 1982 roku rozpoczął naukę w Laban Center for Movement and Dance (obecnie Conservatoire of Music and Dance) w Deptford, trzy lata później robiąc  licencjat z tańca. Po ukończeniu studiów wraz z przyjaciółmi, Emmą Gladstone i Davidem Massinghamem założył zespół taneczny Adventures in Motion Pictures (AMP) z siedzibą w Sadler’s Wells Theatre będąc jego dyrektorem artystycznym od 1987 do 2002 roku.   Zawodowo tańczył przez 14 lat, przede wszystkim we własnych przedstawieniach. W 1999 roku dał swój ostatni występ w broadwayowskiej produkcji swojej adaptacji Jeziora Łabędziego.

## Choreograf
Po ukończeniu studiów stworzył ze swoimi przyjaciółmi kilka przedstawień ocierających się o farsę, były to: Overlap Lovers. An Intrigue in Three Parts (1987), Buck and Wing (1988), Does Your Crimplene Go All Crusty When You Rub?, Spitfire (1988), The Infernal Galop. A French Dance with English subtitles (1989), Town & Country, Highland Fling. A romantic Wee Ballet (1994). W tym samym roku tworzył choreografię do wznowienia Olivera! w produkcji Camerona Mackintosha.

W 1992 Bourne przygotował dla Opera North dzieło Czajkowskiego, Dziadka do orzechów, pierwsze dzieło ze zmianą konwencji (akcję osadzono w sierocińcu), nowoczesną choreografią. Od tej pory jego nazwisko stało się synonimem wywrotowych przeróbek baletowych.

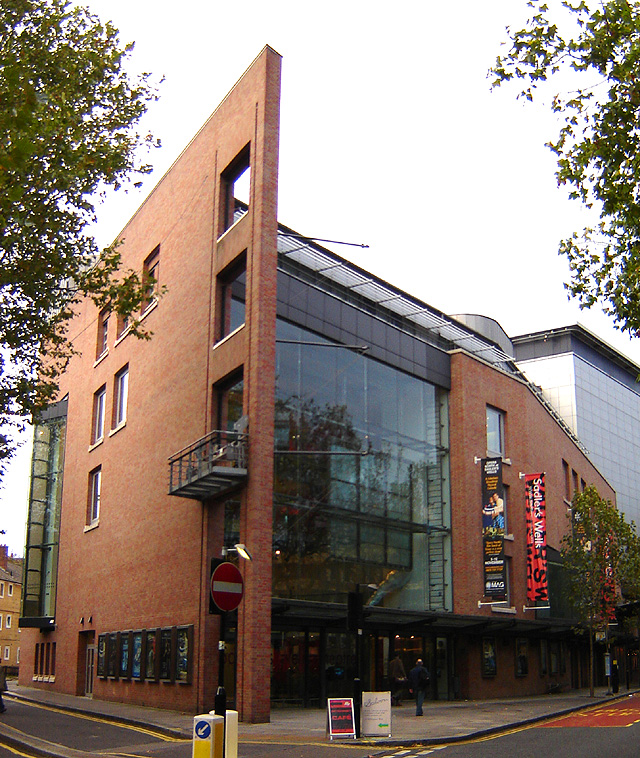
Saddler's Wells Theatre - teatr macierzysty Matthew Bourne'a

W 9 listopada 1995 Bourne wystawił w  Saddler's Wells Jezioro Łabędzie Piotra Czajkowskiego we własnej awangardowej choreografii. W całkowicie przebudowanym libretto osadzonym we współczesności głównym bohaterem stał się Książę, natomiast wszystkie role łabędzi zostały obsadzone przez mężczyzn. Dzieło przełomowe, które odniosło natychmiastowy sukces. Na wiosnę 1996 miało miejsce tournée po Wielkiej Brytanii, 11 września spektakl wystawiono w Picadilly Theatre, gdzie odbyło się łącznie 120 wystawień (do tej pory niepobity rekord ilości wystawień tańca klasycznego). W kolejnych latach wystawiano go z sukcesem w Los Angeles (1997), na Broadwayu w Neil Simon Theatre (124 przedstawienia). W kolejnych latach miały miejsce tournée po Wielkiej Brytanii, Europie, Stanach i Japonii.
W 1997 roku Bourne inscenizował Kopciuszka z muzyką Prokofiewa. W roku 2000 w Theatre Royal w Plymouth wystawił balet The Car Man, z librettem luźno opartym na operze Bizeta Carmen. 2002 roku Bourne powołał nową firmę New Adventures. W tym samym roku miały miejsce dwie produkcje:  premiera Play Without Words odbyła się w ramach sezonu National Theatre Transformations. Odświeżona adaptacja Dziadka do orzechów (pod zmodyfikowanym tytułem Nutcracker!) miała premierę w  Sadler’s Wells w 2002 i była transmitowana przez BBC1 rozpoczynając  światową trasę koncertową. W tym samym roku miało miejsce wznowienie musicalu  My Fair Lady. W 2004 wyreżyserował wznowienie musicalu Mary Poppins (oba spektakle produkcji Mackintosha).
W 2005 r. New Adventures zaprezentowało produkcję Edward Scissorhands, opartą na filmie Tima Burtona, której światowa premiera odbyła się również w Sadlers Wells. Po pobiciu rekordów kasowych przez 11-tygodniowy sezon, spektakl podróżował po w Wielkiej Brytanii, debiutował w Azji później miała miejsce sześciomiesięczna trasa koncertowa po USA.
Balet Dorian Gray, oparty na powieści Oscara Wilde'a, miał swoją premierę na festiwalu w Edynburgu w 2008 roku. Później w 2008 roku Bourne wyreżyserował  kolejne wznowienie Olivera! (z Rowanem Atkinsonem w roli Fagina), w londyńskim teatrze Drury Lane. W 2010 r. New Adventures wystawiło adaptację Władcy much Williama Goldinga w Theatre Royal w Glasgow.
W 2016 roku Bourne stworzył swoją kolejną produkcję The Red Shoes, opartą na filmie Powella i Pressburgera, z muzyką Bernarda Herrmanna. Premiera odbyła się w Sadler’s Wells Theatre 6 grudnia 2016 r. W maju 2019 w Curve, Leicester miała miejsce kolejna premiera. Romeo i Julia z muzyką Prokofiewa rozpoczął brytyjskie tournée, które zakończyło się miesięcznymi pokazami w Saddler's Wells.

## Nagrody i nominacje
Osiągnięcia w choreografii zostały docenione ponad 30 międzynarodowymi nagrodami, otrzymał także sześć doktoratów honoris causa. W 2001 został uhonorowany Orderem Imperium Brytyjskiego.  W 2014 roku otworzył Matthew Bourne Theatre (nazwany na jego cześć) przy szkole do której uczęszczał - Sir George Monoux College we wschodnim Londynie. Otrzymał w 2016 z rąk księcia Karola Odznakę Rycerza Kawalera. W czerwcu 2018 roku Matthew otrzymał honorowy stopień doktora literatury Uniwersytetu Oksfordzkiego.

### Nagrody
- 1996 Time Out Special Award
- 1996 Southbank Show Award
- 1996 Laurence Olivier Award for Best New Dance Production - Swan Lake[19]
- 1997 Honorary Fellow - The Laban Centre
- 1999 Astaire Award - Special Award for Direction, Choreography and Concept of Swan Lake
- 1999 Drama Desk Award Outstanding Director of a Musical – Swan Lake
- 1999 Drama Desk Award Outstanding Choreography – Swan Lake
- 1999 Tony Award Best Choreography – Swan Lake
- 1999 Tony Award Best Direction of a Musical – Swan Lake
- 2000 Evening Standard Award for Musical Event – The Car Man
- 2003 Hamburg Shakespeare Prize For The Arts
- 2003 Laurence Olivier Award for Best Theatre Choreographer - Play Without Words[20]
- 2005 Laurence Olivier Award for Best Original Choreography – Mary Poppins[21]
- 2007 Drama Desk Award Unique Theatrical Experience – Edward Scissorhands
- 2007 Theatre Managers Special Award (TMA) for Individual Achievement
- 2007 Honorowy doktorat De Montfort University, Leicester.
- 2010 The British Inspiration Award
- 2010 Honorowy doktorat  - Plymouth University
- 2011 Honorowy doktorat  - Kingston University
- 2011 Honorowy doktorat  - Roehampton University
- 2013 De Valois Award for Outstanding Achievement - National Dance Awards
- 2013 Dance Film Association 'Dance in Focus' Award
- 2015 Primio Ravenna Festical - Ravenna Festival Highest Honour
- 2015 The UK Theatre Award for Outstanding Contribution to British Theatre
- 2016 Honorowy doktorat  Royal Conservatoire of Scotland
- 2017 Laurence Olivier Award for Best Theatre Choreographer - The Red Shoes[22]
- 2019 Laurence Olivier Award nagroda specjalna[23]

### Nominacje
- 2000 Laurence Olivier Award for Outstanding Achievement in Dance – The Car Man
- 2005 Drama Desk Award Outstanding Director of a Musical – Play Without Words
- 2005 Drama Desk Award Outstanding Choreography – Play Without Words
- 2007 Drama Desk Award Outstanding Choreography – Edward Scissorhands
- 2007 Drama Desk Award Outstanding Choreography – Mary Poppins
- 2007 Tony Award Best Choreography – Mary Poppins
- 2010 Laurence Olivier Award for Best Theatre Choreography – Oliver!
- 2017 Best Modern Choreography for The Red Shoes - National Dance Awards 2017